# (2625) Джек Лондон
(2625) Джек Лондон (лат. Jack London) — типичный астероид главного пояса, открыт 2 мая 1976 года советским астрономом Николаем Черных в Крымской астрофизической обсерватории и 17 февраля 1984 года назван в честь американского писателя Джека Лондона.

## Обнаружение и именование
(2625) Джек Лондон
Открыт 2 мая 1976 года в Научном Н. С. Черных.
Назван в честь знаменитого американского писателя Джека Лондона (1876—1916).
Оригинальный текст (англ.)2625 Jack London
Discovered 1976-05-02 by Chernykh, N. at Nauchnyj.
Named for the celebrated American writer Jack London (1876—1916).
Источники: DISCOVERY.DB; M.P.C. 8542.

## Орбита

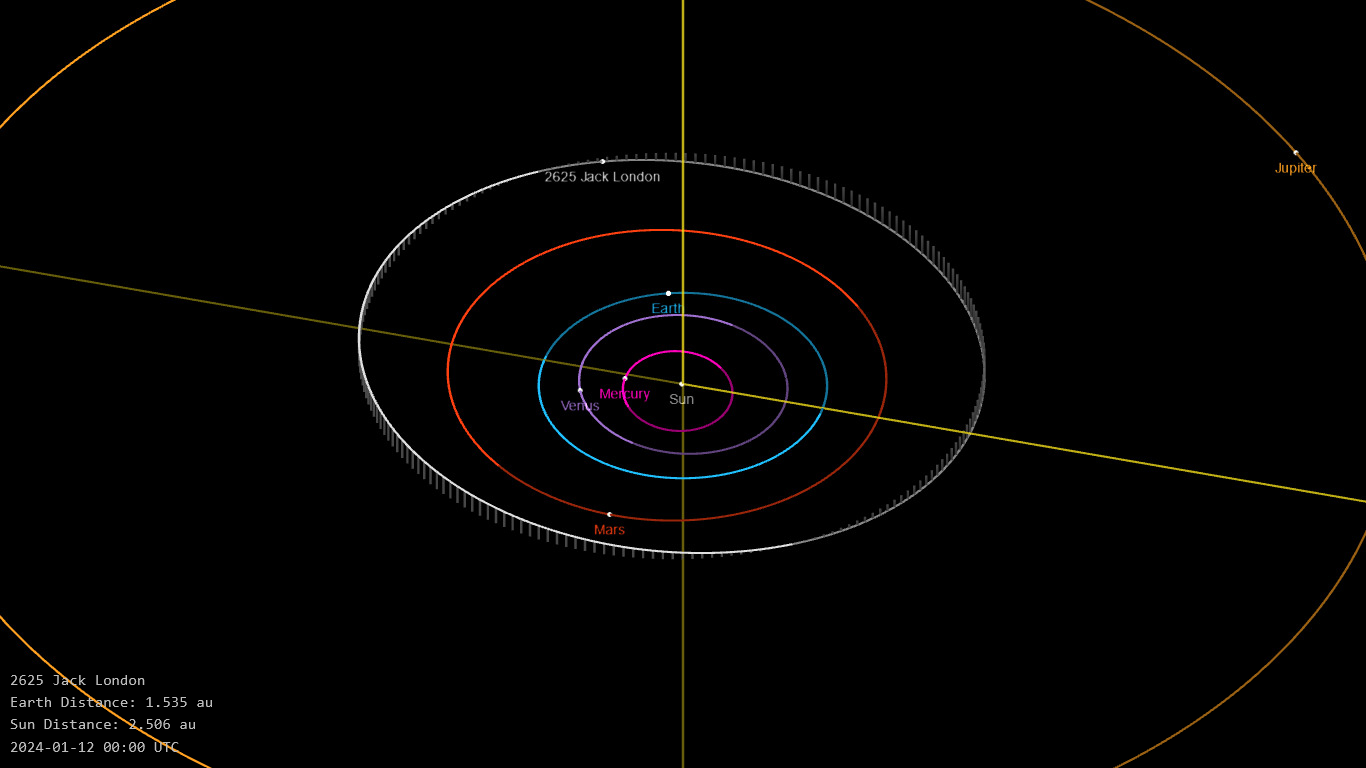
Орбита астероида Джек Лондон и его положение в Солнечной системе

## Физические характеристики
Из результатов второго этапа спектроскопической съёмки малых астероидов главного пояса (Small Main-belt Asteroid Spectroscopic Survey, SMASSII) следует, что астероид относится к таксономическому классу S.
По результатам наблюдений в видимом и ближнем инфракрасном диапазоне космического телескопа NEOWISE диаметр астероида оценивался равным 4,35±0,76 км. Согласно тому же источнику альбедо оценивается как 0,36±0,13.